# Gibellina
Gibellina (sicilià Gibbiddina) és un municipi italià, dins de la província de Trapani. L'any 2007 tenia 4.433 habitants. Limita amb els municipis de Salemi, Santa Ninfa, Partanna, Poggioreale, Castelvetrano, Salaparuta i Vita.

## Administració
| Període | Identitat    | Partit |
| ------- | ------------ | ------ |
| 2005-   | Vito Bonanno | UDCC   |